# Test Drive Unlimited 2
Test Drive Unlimited 2 é um Jogo de corrida (abreviado como TDU2) é um jogo eletrônico de corrida em mundo aberto desenvolvido pela Eden Games e publicado pela Atari. É a décima edição da série, e o segundo a ser comercializado sob a franquia Unlimited. É também o segundo jogo da série a ser baseado em um jogo de estilo mundo aberto. Foi o último jogo lançado pela Eden Games, antes de ser desligado por Atari, SA em 2013. Foi lançado em 8 de fevereiro de 2011.
Test Drive Unlimited 2 inclui uma variedade de estradas, carros esportivos e motos com base em modelos de alguns fabricantes, inclui quatro utilitários esportivos de tração, um novo recurso para a série, que é encarado pela comunidade como sendo abaixo da média. O enredo gira em torno de um piloto desconhecido, seu avatar (selecionado por você, o jogador, de início, entre meia dúzia de modelos de personagens disponíveis, três deles do sexo feminino, os outros três são masculinos), é oferecida a oportunidade de introduzir uma série de torneios e, progredindo ao longo do jogo, para eventualmente, tornar-se o vencedor de uma fictício "Copa do Crown Solar", ao derrotar uma série de NPCs (personagens não jogáveis) em vários eventos da corrida.